# Italo Pizziolo
Italo Pizziolo (Livorno, 14 febbraio 1912 – Firenze, 5 dicembre 1974) è stato un calciatore italiano, di ruolo terzino sinistro.

## Biografia
È fratello minore di Mario Pizziolo.

## Carriera
Giocò in Serie A con la Fiorentina, esordendo nella massima categoria il 25 aprile 1934, in Napoli-Fiorentina (1-1).

## Palmarès

### Club

#### Competizioni nazionali
- Campionato italiano di Serie B: 1

Fiorentina: 1930-1931